# Aleš Svoboda
Aleš Svoboda  est un astronaute de réserve tchèque de l'Agence spatiale européenne.

## Biographie
En 2005, Svoboda a commencé une formation de base dans l'armée. Trois ans plus tard, il devient pilote de l'armée de la Force aérienne tchèque. En 2011, il a remporté la 1re place en vol à voile acrobatique.
Depuis 2016, il pilote le Saab JAS 39 Gripen. Il a effectué plus de 1 300 heures de vol sur Gripens et sur des Aero L-159 Alca plus anciens.
Il est titulaire d'un doctorat en génie aéronautique et missile de l'Université de la Défense. Il a étudié l'ingénierie du trafic à l'Université de Pardubice. Il a acquis de l'expérience aux États-Unis, en Suède et dans les pays baltes, où il a été déployé pour protéger l'espace aérien. Il a servi comme pilote opérationnel et commandant de l'alerte de réaction rapide de l'OTAN. Il a remporté plusieurs prix pour son mandat à ce titre.
Au printemps 2021, il a postulé à l'appel d'offres de l'Agence spatiale européenne (ESA). Il a été sélectionné pour l'équipe de réserve d'astronautes. Il a ainsi réussi à réussir parmi plus de 22 500 candidats, dont environ 200 étaient tchèques. Au printemps 2023, il entamera une formation de base de douze mois au Centre européen des astronautes. "Ça a toujours été un rêve d'enfant pour moi. Enfant, je suis allé au planétarium de Brno, j'ai toujours été intéressé par l'espace, l'aviation et l'astronautique", a déclaré Svoboda.
En juin 2024, le ministre des Transports tchèque Martin Kupka déclare son intention de faire voler Aleš Svoboda dans l'espace d'ici 5 ans, soit en 2029 au plus tard, via une initiative appelée "La voie tchèque vers l'espace" (Česká cesta do vesmíru), avec un entrainement à l'ESA commençant cette année.